# Toni Gardemeister
Toni Gardemeister (ur. 31 marca 1975 w Kouvoli) – fiński kierowca rajdowy.
Dotychczas Toni Gardemeister nie odniósł ani jednego zwycięstwa w WRC, ukończył jednak kilka rajdów na podium. Zadebiutował w 1996 roku w Rajdzie Finlandii.
W samochodzie WRC pierwszy raz wykazał się w 1999 roku, kiedy zajął wysokie trzecie miejsce w Rajdzie Nowej Zelandii jadąc Seatem Cordobą WRC. Z hiszpańskim zespołem startował również w sezonie 2000. Po wycofaniu się SEATa wystartował w kilku rajdach w prywatnym zespole nim dołączył do fabrycznego zespołu Škody na lata 2003 i 2004.
W sezonie 2005 dołączył do fabrycznego zespołu Forda. Tam Toni zaliczył bardzo udany sezon, spisywał się lepiej niż się spodziewano. Ukończył kilka rajdów na podium, m.in. Rajd Monte Carlo, Rajd Szwecji oraz Rajd Grecji.
W drugiej części sezonu ukończył na drugiej pozycji Rajd Francji rozgrywany na Korsyce. Ten wynik był mocnym argumentem w walce o posadę w Fordzie na kolejny sezon. Ford wcześniej podpisał kontrakt z Marcusem Grönholmem na starty w sezonie 2006. W listopadzie ogłoszono, że drugim kierowcą Forda będzie Mikko Hirvonen i Gardemeister musiał znaleźć zatrudnienie w innym zespole.
Gardemeister dołączył na sezon 2006 do włoskiego zespołu Astra Racing i ukończył Rajd Monte Carlo na 3 pozycji jadąc Peugeotem 307 WRC. Później Astra Racing zmieniło samochód na Citroëna Xsarę WRC. Toni wystartował jeszcze w 3 rajdach, które ukończył na punktowanych miejscach. W sezonie 2007 Gardemeister wystartował w kilku rajdach WRC w Mitsubishi Lancerze WRC oraz Citroënie Xsara WRC. Jego najlepsze wyniki to szóste miejsca w Szwecji i Sardynii.
Na sezony 2008 i 2009 Gardemeister podpisał kontrakt z fabrycznym zespołem Suzuki na starty w pełnym cyklu WRC w Suzuki SX4 WRC. Po pierwszym sezonie Suzuki wycofało się z rywalizacji i Toni nie wystartował w eliminacjach w 2009 roku.
Sezon 2005: 4. miejsce w klasyfikacji (58 punktów)

2. miejsce: Rajd Monte Carlo

2. miejsce: Rajd Grecji

2. miejsce: Rajd Korsyki
Sezon 2006: (20 punktów)

3. miejsce: Rajd Monte Carlo

4. miejsce: Rajdy Grecji i Niemiec

5. miejsce: Rajd Cypru